# ResMed
ResMed Inc. ist ein US-amerikanisches Unternehmen für medizinische Geräte mit Sitz in San Diego, Kalifornien. Es bietet in erster Linie über die Cloud anschließbare medizinische Geräte für die Behandlung von Schlafapnoe (wie CPAP-Geräte und -Masken), chronisch obstruktiver Lungenerkrankung und anderen Atemwegserkrankungen an. ResMed hat außerdem Beatmungsgeräte hergestellt, um die Behandlung der Atemsymptome von Patienten mit COVID-19 zu unterstützen. ResMed bietet auch Software für ambulante Pflegedienste an, um die Übergänge zwischen diesen Pflegeeinrichtungen für Senioren und ihre Pflegedienstleister (d. h. häusliche Krankenpflege, Hospiz, Seniorenzentren und private Pflegedienste) zu optimieren. ResMed beschäftigt weltweit mehr als 8000 Mitarbeiter (Stand: Juni 2022). Das Unternehmen ist weltweit in mehr als 140 Ländern tätig und hat Produktionsstätten in Australien, Singapur, Frankreich und den Vereinigten Staaten. 
Der Umsatz lag im Geschäftsjahr 2024 bei 4,7 Milliarden US-Dollar. Damit belegt das Unternehmen Platz 40 der Liste der größten Medizintechnikunternehmen und im S&P 500 vertreten.

## Geschichte
ResMed wurde im Juni 1989 von Peter Farrell in Australien gegründet. Das Unternehmen eröffnete 1992 ein Büro in San Diego und machte es zwei Jahre später zu seinem Hauptsitz, als es in den USA eingetragen wurde.
Im Januar 2020 stimmte ResMed Inc. der Zahlung von mehr als 37,5 Millionen US-Dollar zu, um mutmaßliche Schmiergeldzahlungen an Lieferanten, Schlaflabore und andere Gesundheitsdienstleister zu klären, die einen Verstoß gegen das Anti-Kickback-Statut darstellen.